# Chronówek
Chronówek [xrɔˈnuvɛk] est un village polonais de la gmina de Orońsko, du powiat de Szydłowiec et dans la voïvodie de Mazovie dans le centre-est de la Pologne.